# Референдум по самоопределению Восточного Тимора
30 августа 1999 года в Восточном Тиморе под эгидой ООН состоялся референдум, в ходе которого за независимость от Индонезии высказались 78,5 % жителей этой территории. Голосование сопровождалось всплеском насилия. В результате в Восточный Тимор был введён миротворческий контингент ООН, который смог установить в стране некоторое подобие законности и порядка. По результатам референдума Индонезия признала независимость Восточного Тимора. 30 октября 1999 года последние индонезийские войска ушли из страны.
23 февраля 2000 года в стране была учреждена Временная администрация ООН (ВАООНВТ) вначале на срок три месяца, по истечении которых её мандат был продлён. Целями переходного периода являлись: содействие организации национальных государственных структур, административной и судебной систем, подготовка к выборам органов самоуправления. ВАООНВТ руководила страной до 2002 года.
20 мая 2002 года Восточный Тимор официально был провозглашён суверенным государством.

## Предпосылки

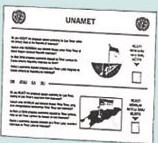
Бюллетень референдума в Восточном Тиморе 1999 года

Независимость Тимора или его региональная автономия были невозможны во время Нового порядка Сухарто. Несмотря на то, что индонезийское общественное мнение в 1990-е годы показывало понимание положения в Тиморе, среди индонезийцев было широко распространено опасение, что независимый Восточный Тимор может дестабилизировать единство всей Индонезии. Азиатский финансовый кризис однако привёл к большим переменам в Индонезии и стал причиной отставки Сухарто в мае 1998 года, закончив его 32-летнее правление. Прабово, находившийся в то время уже в управлении Индонезийского стратегического резерва, отправился в изгнание в Иорданию, а военные операции в Восточном Тиморе стоили разорившемуся индонезийскому правительству миллион долларов в день. Последовавшая «реформация» (индон. Reformasi) стала переходным периодом политической открытости, включая ранее неслыханные дебаты по индонезийским отношениям с Восточным Тимором.
Индонезия и Португалия 5 мая объявили о том, что достигнуто соглашение о проведении референдума, в котором жители Восточного Тимора смогут выбрать между автономией или независимостью. Голосование под управлением миссии ООН в Восточном Тиморе (МООНВТ) должно было быть проведено 8 августа, но было отсрочено до 30-го. Индонезия также взяла на себя ответственность за безопасность, что вызвало беспокойство в Восточном Тиморе; однако многие наблюдатели считали, что в противном случае Индонезия запретила бы иностранным миротворцам находиться в Тиморе во время голосования.

## Ход голосования
30 августа 1999 года при посредничестве специальной миссии ООН (UNAMET) в Восточном Тиморе прошёл референдум. Каждый из 200 избирательных участков усиленно охранялся полицейскими силами ООН и Индонезии, на них были допущены десятки международных наблюдателей. Накануне референдума практически на всей территории Восточного Тимора проходили кровавые стычки между сторонниками статус-кво и сепаратистами.
Несмотря на все опасения, референдум прошёл без серьёзных инцидентов. По заявлению представителей UNAMET, в референдуме приняли участие более 90 % зарегистрированных избирателей, 78,5 % из которых высказались за независимость от Индонезии.

## Последствия
Вооружённая милиция Aitarak под командованием Эурику Гутерриша, поддерживающая Индонезию, устроила стрельбу у штаб-квартиры Миссии ООН (там укрылись несколько сотен местных жителей и иностранные журналисты) 1 сентября, от начавшегося пожара пострадали также два соседних здания. Сторонники правительства Индонезии заняли центр Дили к полудню. Всего в беспорядках погиб как минимум один человек.
Стрельба шла и в других городах Восточного Тимора. В Айнару погибло 8 человек. К вечеру сепаратисты на всей территории Восточного Тимора начали вооружаться ножами, мачете, металлическими прутьями.
Суммарное количество жертв волнений 1—2 сентября составляет около 30 человек убитыми, беспорядки привели к появлению нескольких тысяч беженцев. Индонезийский генерал Виранто подтвердил поставки оружия противникам сепаратистов, но утверждал, что они тут же закончились. Позднее была создана комиссия для рассмотрения произошедшего.